# Slash (série télévisée d'animation)
Slash, typographiée Slash://, est une série télévisée d'animation italienne en 26 épisodes de 22 minutes, et diffusée entre le 29 mai 2011 et le 2 décembre 2011 sur Rai 2.
En France, elle a été diffusée à partir du 7 septembre 2011 sur Gulli[réf. souhaitée].

## Synopsis
La série suit les aventures de 5 amis, tous originaires de pays différents. Chacun d’entre eux a un talent particulier, que ce soit pour l’enquête, la musique ou la technologie. Ils se sont rencontrés dans un camp en Toscane, en Italie, et ils vont commencer à résoudre certains mystères.
Dans le premier épisode, les protagonistes de la série — Paula, Matilde, Chen, Isaia et Tomoya —, à la fin de leur stage musical dans un camp de Toscane, décident de partir en expédition nocturne au château de Borgo del Merlo. Les garçons y découvrent un passage secret menant à l'atelier d'un moine-alchimiste qui vivait au XIXe siècle, et Isaia casse négligemment en mille morceaux une mystérieuse pierre verte. On fait ensuite la rencontre du Cobra, qui cherche la pierre verte depuis des années. Avant de se dire au revoir, les garçons prennent un morceau de la pierre et, de retour chez eux, ils découvrent avec stupéfaction que la pierre leur donne la possibilité de voyager dans l'espace grâce à Internet,.
Explorant différents thèmes liés à l'art, à la musique, à la technologie et à la nature, l'émission offre aux jeunes téléspectateurs une fenêtre sur le monde, avec des épisodes se déroulant à Florence, Paris, Barcelone, Lisbonne, Londres et Los Angeles.

## Développement
Slash est coproduite par Gruppo Alcuni et Rai Fiction. Avant la diffusion de la série en Italie, Gruppo Alcuni vend Slash:// aux chaînes Canal Panda en Espagne, et RTP au Portugal. Pendant la diffusion en Italie, elle a aussi été vendue à la chaîne Klub 100 pour une diffusion en Russie et les États Baltiques. À la fin avril 2012, Gruppo Alcuni vend les droits de diffusion de la série au programme pour enfants de la chaîne Al Jazeera.
La série est diffusée pour la première fois le 29 mai en Italie à 8 h 10 sur la chaîne de télévision Rai 2. Elle se termine le 20 novembre 2011 avec ses 26 épisodes. La série vise une audience âgée entre 8 et 12 ans. Entretemps, un site web retraçant la série a été créée.

## Distribution
- Martial Le Minoux : Isaia
- Alexandre Nguyen : Tomoya
- Manon Azem : Chen / Paula / Matilda
- Peppino Capotondi : Can #1
- Hervé Grull : Can #2
- Gilbert Lévy : Cobra
- Dimitri Rougeul : Slim
- Franck Sportis

- Direction artistique : Gilbert Lévy
- Société de doublage : Talk Over

## Épisodes
1. La pierre verte
2. Les pandas jumeaux
3. Matrioska
4. L’asta
5. Le Gronchi rose
6. La malédiction du dernier parchemin
7. La chambre
8. Une formidable revanche
9. Peinture verte
10. La recette
11. Le timbre
12. À la lettre
13. Jeu vidéo
14. Objectif personnel
15. Ballon
16. Formule 1
17. Refaire
18. Cirque de la Lune
19. L’Empire de la Lumière
20. Statues grecques
21. Fumée londonienne
22. Fer viking
23. Chiens et requins
24. Barbe à papa
25. Nobel
26. Ondes longues